# Бафинова земя
Бафинова земя (на английски: Baffin Island; на инуктитут: ᕿᑭᖅᑖᓗᒃ – Qikiqtaaluk; на френски: Île de Baffin) е канадски арктически остров в територия Нунавут. Той е най-големият канадски остров и 5-и в света по големина с територия от 507 451 km².

## География

### Географско положение
Островът се намира в югоизточната част на Канадския арктичен архипелаг, като със своята площ заема повече от 1/3 от общата площ на архипелага. На североизток бреговете на гигантския остров се мият от водите на Бафиново море, а протокът Дейвис го отделя от Гренландия. На югоизток граничи с море Лабрадор. Широкият Хъдсънов проток отделя острова на юг от п-ов Лабрадор. На югозапад, запад и северозапад протокът Фокс, басейнът Фокс, протокът Фюри енд Хекла, заливът Бутия и протокът Принц Риджънт отделят Бафинова земя, съответно от остров Саутхамптън, п-ов Мелвил, п-ов Бутия и остров Съмърсет. На север протокът Ланкастър го отделя от остров Девън, а протоците Нейви Борд и Еклипс – от остров Байлот.
Разстоянието между най-северната точка на острова – нос Сарджънт (73°53′ с. ш. 86°10′ з. д. / 73.883333° с. ш. 86.166667° з. д.) и най-южната (61°52′ с. ш. 66°16′ з. д. / 61.866667° с. ш. 66.266667° з. д.) е 1575 км, а между най-западната – нос Кейтър (71°56′ с. ш. 90°07′ з. д. / 71.933333° с. ш. 90.116667° з. д.) и най-източната – нос Дайер (66°37′ с. ш. 61°16′ з. д. / 66.616667° с. ш. 61.266667° з. д.) – 1275 км.

### Брегова линия
Северните, североизточните, източните и югоизточните брегове на острова са силно разчленени с множество заливи, фиорди и полуострови, по-големи от които са заливите Адмиралти, Милн, Бакан, Хом Екалугад, Камбърленд и Фробишър, фиордите Сам, Еглинтън, Итирбилунг и Нетилинт и полуостровите Бродер, Борден, Къмбърланд, Хол и Мета Инкогнита. Южните, западните и северозападните брегове са сравнително по-слабо разчленени, като тук по-големите заливи са Боумън, Тавернер, Икпик, Стейнсбю и Берние, а по-големите полуострови – Фокс и Бърд.

### Релеф
Релефът на Бафинова земя е твърде разнообразен. От най-северната до най-южната точка на острова, покрай североизточното и източното крайбрежие се простира планинска верига, която е част от т.нар. „Арктически Кордилери“. Тук, в платото Пени, в основата на полуостров Къмбърланд се намират най-високите върхове Маунд Один (2147 м) и Асгард (2011 м). От север на юг се издигат няколко планински масива – Харц (1188 m) и платото Магда на полуостров Борден, Краг (1615 м), Брус (1554 м), Тор (1675 м), планината на полуостров Хол (до 1146 м) и планината Еверет (853 м) на полуостров Мета инкогнита.
Западната част на острова, от полуостров Бродер до полуостров Фокс е заета от обширна хълмиста равнина (височина 150 – 200 м), известна като Голямата равнина Кукджуак, осеяна с огромно количество езера и блата.

### Води
Остров Бафинова земя е изключително богат на водни източници. Реките са къси (малко по-дълги в западната част), но много пълноводни, с голям пад на водата и много бързеи и водопади. По-големите реки, вливащи се на западното крайбрежие са: Гифорд, Роули, Ханц, Кукджуак, Амаджуак, Ауклер и други, а най-голямата, вливаща се на източния бряг е Маккинд.
Количеството на езерата е огромно, разположени главно в западната равнина част на острова. Двете най-големи езера са Нетилинг (5066 км2) и Амаджуак (3115 км2), като освен тях има още доста над 500 км2 – Ериксен, Нергор, Кон, Билер, Джилиан, Минго и Тесик.
На острова има и големи планински ледници, спускащи се в източните заливи и фиорди. Най-големият ледник на острова е леденият купол Барнс, в централната част, а на платото Пени и на п-ов Къмбърланд също има големи ледникови полета. Като цяло ледниците заемат около 83 хил. км2, което съставлява близо 1/6 от цялата територия на острова.

### Климат
Бафинова земя се намира на пътя на студените въздушни маси нахлуващи целогодишно от северните ширини, което води до доста суров климат. Зимата е дълга и студена, а лятото мъгливо и облачно. Поради голямата дължина на острова от север на юг пролетта настъпва в различно време на годината. В югоизточните, по-топли райони – в началото на юни, а по северното крайбрежие – чак в средата на юли, където ледниците се спускат до самия бряг. Валежите са предимно от сняг по всяко време на годината, с най-малка вероятност през юли и началото на август. Средната годишна температура в Икалуит е около -8,5 °C, докато в Рейкявик, който е на същата географска ширина е 5 °C.
Ледената покривка изчезва по южното крайбрежие от средата на юни до края на октомври, докато по северното крайбрежие едва само през август, а има и лета, в които се задържа целогодишно.
Повече от 2/3 от територията на острова се намира на север от Северната полярна окръжност, което предполага наличието на двадесет и четиричасов ден през лятото и също двадесет и четиричасова нощ през зимата. В района на селището Клайд Ривър (на североизточното крайбрежие, 70° 28` с.ш.) в периода от 14 май до 28 юли има непрекъснат ден, а от 22 ноември до 19 януари – непрекъсната нощ.

### Растителност и животински свят
Растителността е изключително бедна на видове и е представена главно от тундрови растения, докато в по-южните части може да се срещне тук-таме храстова растителност.
За разлика от растителността, животинският свят е особено разнообразен. Тук обитават и същевременно мигрират от север на юг и обратно огромни стада елени карибу. Голямо е количеството на белите мечки, арктически лисици, зайци, вълци и леминги. През лятото пристигат огромно количество прелетни птици. Крайбрежните води са богати на тюлени, моржове и бели китове.

## История

### Откриване и изследване на острова
Макар че през септември 2008 г. са открити артефакти за пребиваване на викингите на югоизточното крайбрежие на острова около 1000 г., все още няма сигурни доказателства, че Бафинова земя е била известна на европейците преди официалното ѝ откриване през 1576 г. от Мартин Фробишър.
- 1576 – 1578 – Мартин Фробишър – Откриване на югоизточната част на Бафинова земя – полуостровите Мета Инкогнита – на югозапад и Хол – на североизток и залива Фробишър между тях
- 1585 – 1587 – Джон Дейвис – Откриване на протока Дейвис, п-ов Къмбърланд и залива Къмбърланд, в източната част на острова (1585); Откриване на залива Ексетер (66°15′ с. ш. 62°15′ з. д. / 66.25° с. ш. 62.25° з. д., на източното крайбрежие на п-ов Къмбърланд) и източното крайбрежие на п-ов Хол (югоизточната част на Бафинова земя) (1586); Плаване в Бафиновия залив до 72º 12` с.ш., изследване на залива Къмбърланд, п-ов Хол и залива Фробишър на юг от него (1587)
- 1615 – 1616 – Робърт Байлот, Уилям Бафин – Картиране на южния бряг на острова (1615); Откриване на протока Ланкастър, остров Байлот (73°20′ с. ш. 78°20′ з. д. / 73.333333° с. ш. 78.333333° з. д.) и източния бряг на Бафинова земя (1616)
- 1818 – Джон Рос, Уилям Едуард Пари, Джеймс Кларк Рос, Едуард Сабин – Частично изследване на североизточното крайбрежие на острова и откриване на залива Изабела (Идирбилунг, 69°10′ с. ш. 67°59′ з. д. / 69.166667° с. ш. 67.983333° з. д.)
- 1819 – 1820 – Уилям Едуард Пари, Фредерик Уилям Бичи, Френсис Крозиър, Джеймс Кларк Рос, Едуард Сабин – Откриване на северния вход на протока Принц Риджент (между Бафинова земя на юг-югоизток и остров Сомърсет на север-северозапад) (1819); Откриване входа на залива Адмиралти, дълбоко врязващ се в Бафинова земя от север, между полуостровите Бродер на запад и Борден на изток и картиране на голяма част от източното крайбрежие на гигантския остров, като са открити няколко залива (1820)
- 1852 – Едуард Огъстъс Инглфилд – Картиране на голяма част от източното крайбрежие на острова
- 1860 – 1862 – Чарлз Френсис Хол, Джоузеф Ебербинг – Изследване на п-ов Хол в югоизточната част на острова
- 1884 – Франц Боас – Комплексно изследване на острова и окончателно доказване, че остров Байлот не е полуостров на Бафинова земя
- 1906 – 1907 – Жозеф-Елиезер Берние – Първо проникване от север в протока Нейви Борд (73°15′ с. ш. 81°00′ з. д. / 73.25° с. ш. 81° з. д.), отделящ остров Байлот на изток от Бафинова земя на запад. Изследване на заливите Адмиралти (86º з.д.) и Мофет (84º 30` з.д.), разделящи двата северни полуострова на Бафинова земя. Откриване на протока Еклипс (72°50′ с. ш. 78°00′ з. д. / 72.833333° с. ш. 78° з. д.), отделящ остров Байлот от Бафинова земя и окончателно доказване островното положение на остров Байлот, смятан дотогава за част от Бафинова земя
- 1910 – 1911 – Жозеф-Елиезер Берние – Изследване на залива Адмиралти и откриване в него на залива Арктик Бей (73°05′ с. ш. 85°10′ з. д. / 73.083333° с. ш. 85.166667° з. д.) (1910). Изследване на северните полуострови на Бафинова земя – Борден и Бродер и откриване на заливите Берние (71°10′ с. ш. 88°30′ з. д. / 71.166667° с. ш. 88.5° з. д.) и Берлангет (71°15′ с. ш. 85°40′ з. д. / 71.25° с. ш. 85.666667° з. д.), най-южната част на залива Адмиралтейство (1911)
- 1938 – 1939 – Томас Манинг – Откриване и картиране на над 600 км от западното крайбрежие на острова от 67º 30` с.ш. на юг до залива Стейнсбю (70º с.ш.) на север

## Население и стопанство

### Население
През 2009 г. на острова живеят едва 12 454 души (0,02 жители на км2), разпределени в 8 селища:
Икалуит (Фробишър Бей), на брега на залива Фробишър (6184 жители), (63°45′ с. ш. 68°31′ з. д. / 63.75° с. ш. 68.516667° з. д.), административен център на територия Нунавут
Пагниртунг, на брега на залива Къмбърланд (1325 жители), (66°09′ с. ш. 65°42′ з. д. / 66.15° с. ш. 65.7° з. д.)
Понд Инлет, на брега на протока Еклипс (1315 жители), (72°42′ с. ш. 77°58′ з. д. / 72.7° с. ш. 77.966667° з. д.)
Кейп Дорсет, на южния бряг на п-ов Фокс (1236 жители), (64°14′ с. ш. 76°32′ з. д. / 64.233333° с. ш. 76.533333° з. д.)
Клайд Ривър, на североизточното крайбрежие, (820 жители), (70°28′ с. ш. 65°35′ з. д. / 70.466667° с. ш. 65.583333° з. д.)
Арктик Бей, на източния бряг на залива Адмиралти, 690 жители), (73°02′ с. ш. 85°09′ з. д. / 73.033333° с. ш. 85.15° з. д.)
Киукиктарджуак (Кекертук), на остров Броутън, в близост до източното крайбрежие, (473 жители), (67°33′ с. ш. 64°01′ з. д. / 67.55° с. ш. 64.016667° з. д.)
Кимирут (Лейк Харбър), на брега на Хъдсъновия проток, (411 жители), (62°51′ с. ш. 69°52′ з. д. / 62.85° с. ш. 69.866667° з. д.)

### Стопанство
Недрата на острова са слабо проучени за полезни изкопаеми. В северната част на Бафинова земя, около Арктик Бей и изоставеното селище Нанисвик се разработват находища на оловно-цинкова руда. Северно от езерото Ериксен, на 71°20′ с. ш. 79°23′ з. д. / 71.333333° с. ш. 79.383333° з. д. са открити големи залежи на желязна руда, които предстоят да бъдат усвоени. Основният поминък на местното население е свързан с преработващата промишленост, базирана на улова на риба и морски животни (тюлени, китове и други). В Икалуит има рибоконсервна фабрика.